# De passionibus mulierum ante in et post partum
De passionibus mulierum ante in et post partum è il lavoro più famoso di Trotula, trascritto per quattro secoli e tradotto in numerose lingue, edito a stampa nel 1544 da Georg Kraut. Il trattato è composto da 64 capitoli (mancano i primi dodici) nei quali vengono offerti precetti, consigli e norme che attraversano tutta la vita della donna.
Tra le nozioni contenute nel trattato, vi è la necessità di suturare chirurgicamente le lesioni perineali.

## Concezione
Nel sottotitolo si ha una panoramica degli argomenti trattati:
Per la studiosa salernitana la donna è un intero e bellezza, salute, armonia, cura ed affetti costituiscono un insieme; il corpo non è suddivisibile o separabile così come non lo è il contesto relazionale che accompagna gli eventi della nascita, della cura del bambino e della sua relazione con la figura della madre e della nutrice.

## Contenuto
L'opera inizia delineando la natura caratteristica del genere femminile, che a differenza della natura maschile, calda e asciutta, è piuttosto fredda ed umida. Se da una parte ciò favorisce la complementarità dei generi che si sostengono e si contengono reciprocamente, dall'altra è causa delle loro differenti patologie: infatti, essendo le donne più deboli e mancando loro il calore necessario per dissipare gli umori cattivi, le loro malattie sono più frequenti e colpiscono prevalentemente gli organi riproduttivi. Per difendersi dagli umori le donne tuttavia hanno una particolare purificazione, il mestruo, la cui regolarità è fonte e segno di salute, ovvero sintomo e fonte di malattia. Primo compito della medichessa è allora diagnosticare le ragioni dell'interruzione della regolarità o della scarsità del mestruo ed individuare con la farmacopea i rimedi opportuni. Rimedi diretti a ripristinare il giusto equilibrio umorale attraverso non solo erbe e salassi, bagni caldi e infusioni, ma anche mediante un regime alimentare e uno stile di vita utile ad un maggiore equilibrio.
Attenta è poi l'osservazione di Trotula riguardo alle patologie ginecologiche. Ponendo tali patologie non solo in relazione con gli umori e con le ipotesi patologiche del tempo, ma anche con l'intera vita della donna sottolineando che alcune patologie caratterizzavano la vita della donna nubile, o viceversa della donna più o meno robusta, o ancora in relazione all'alimentazione. Sulle cause della sterilità, Trotula afferma che esse possono risiedere sia nell'uomo che nella donna. in più essendo l'utero legato al cervello è inevitabile che essi soffrano insieme compartecipando al dolore. La diagnosi differenziale sulle origini della sterilità va condotta sull'esame dell'urina posto con la crusca al deterioramento. Trotula propone, anche, adeguati consigli per il concepimento di un maschio o di una femmina o anche per un naturale anticoncezionale grazie ad una pietra detta gagate. 
Nozioni di ostetricia riguardano la posizione del feto nell'utero, nell'individuazione di segni di gravidanza, nel regime delle donne gravide e della partoriente. Particolare attenzione merita, però, il momento del parto, dove, se il primo ricorso è alla benevolenza di Dio, il secondo sarà nella creazione di una atmosfera serena, lenta e rispettosa del pudore della donna( per cui coloro che assistono evitino di guardarla in volto). Una volta nato il bambino merita cure ed attenzioni dirette a proteggerlo da stimoli sensoriali eccessivi, e mantenuto in ambienti caldi pieni di “ cantilene e parole facili “. Alla puerpera vengono prescritti bagni, dieta di cibi caldi, tranquillità e riposo. La nutrice deve avere un colorito luminoso misto di bianco e di rosso ed essere giovane e nutrita con cibi salutari. Trotula non trascura le possibili conseguenze di un parto difficile o mal condotto, né tutte le possibili evenienze della puerpera, dando prova nella sua attenzione di una ampia e “moderna” conoscenza della materia.
Molti capitoli sono poi dedicati alle malattie comuni come la cataratta, le tonsilliti, disturbi dermatologici e digestivi. L'ultima parte del lavoro di Trotula è dedicata alla cura estetica con ricette cosmetiche che riguardano la pelle, il sorriso, le labbra, i capelli che possono essere schiariti o anneriti secondo le usanze saracene, le mani, l'alito. La donna, così come viene descritta in questo testo, è pienamente valorizzata nella sua identità di genere e da una attenzione al corpo che presiede alla sua salute. La cura che la donna deve a se stessa è proposta dalla medichessa attraverso un insieme di comportamenti e di regole che riguardano una nozione di salute come equilibrio fra il corpo, la psiche e la relazione con gli altri.